# Zelotes anchoralis
Zelotes anchoralis är en spindelart som beskrevs av Denis 1958. Zelotes anchoralis ingår i släktet Zelotes och familjen plattbuksspindlar.
Artens utbredningsområde är Afghanistan. Inga underarter finns listade i Catalogue of Life.